# Francesco Talenti

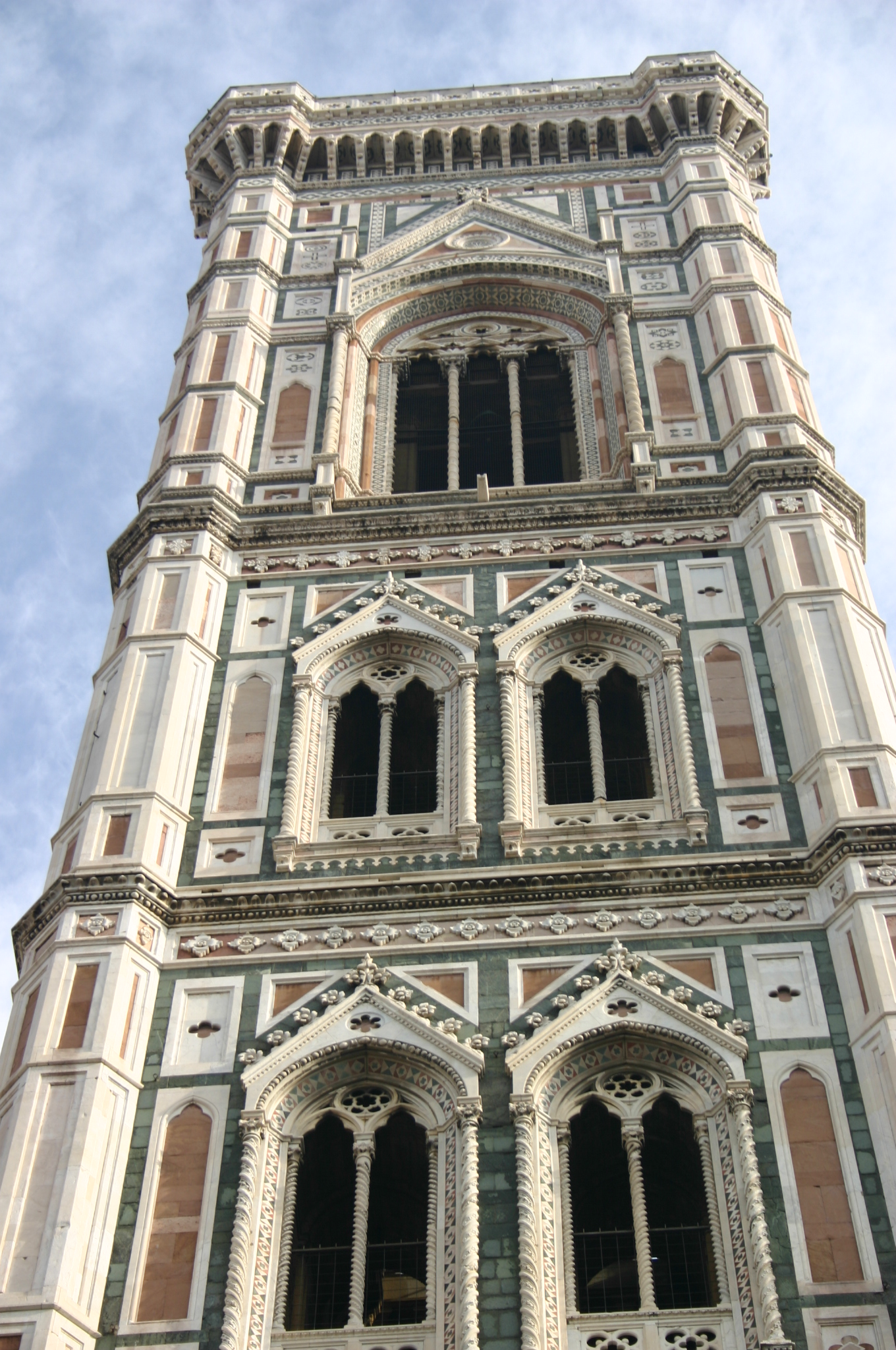
La parte alta del campanile di Giotto, opera di Francesco Talenti. Il cantiere era iniziato nel 1334 da Giotto e continuato, alla morte di questo, da Andrea Pisano per poi passare nelle mani di Francesco Talenti che lo completò.

Francesco Talenti (Nipozzano, 1305 circa – Firenze, post-1369) è stato uno scultore e architetto italiano.

## Biografia
Francesco lavorò in gioventù come scalpellino in cantieri gotici fiorentini sotto il comando di Andrea Pisano e di Andrea di Cione. Fu inoltre attivo, sempre come lapicida, nel cantiere diretto da Lorenzo Maitani al duomo di Orvieto, come risulta da un pagamento del 1325.
Nel 1351 divenne capomastro nella fabbrica di Santa Maria del Fiore a Firenze, succedendo nella direzione dei lavori ad Andrea Pisano. Ampliò la struttura della cattedrale ridisegnando le grandi absidi e ingrandendo la lunghezza della navata, rendendo il Duomo fiorentino la più grande chiesa mai costruita fino ad allora in Italia. A Francesco si devono anche i caratteristici capitelli dei pilastri, a tre ordini di foglie di acanto spugnoso rivolte verso l'alto, come pure il ballatoio su cornicioni con grandi mensole a ricciolo, che funge da passaggio alla base delle volte.

Francesco Talenti diresse inoltre i lavori alla parte alta del campanile (il "secondo livello"), lasciato incompiuto dall'allievo di Giotto, Andrea Pisano, ultimati nel 1359. Talenti dunque concluse il campanile di Giotto, anche se non completò il ciclo scultoreo nelle nicchie che erano state progettate dall'originario architetto: per il completamento del ciclo scultoreo dovremmo aspettare Donatello e altri artisti tra il 1415 e il 1437.
Morì dopo il 1369. 
Simone di Francesco Talenti, suo figlio, dopo aver collaborato con lui alla fabbrica del duomo, fu autore di altre costruzioni gotiche fiorentine.